# Bassaniodes anatolicus
Bassaniodes anatolicus es una especie de araña cangrejo del género Bassaniodes, familia Thomisidae. Fue descrita científicamente por Demir, Aktaş & Topçu en 2008.

## Distribución
Esta especie se encuentra en Turquía.